# سيباستيان دالستروم
سيباستيان دالستروم (بالإيطالية: Sebastian Dahlström)‏ هو لاعب كرة قدم فنلندي، لاعب خط الوسط لشريف تيراسبول.

## المهنة

### النادي
وصل في عام 2009 إلى HJK، في عام 2016 تمت ترقيته نهائيًا إلى الفريق الأول. في 22 يوليو 2017، بعد أن أثبت نفسه كمالك على الرغم من صغر سنه، استمر حتى عام 2019.

### المشاركات الوطنية
ظهر لأول مرة مع المنتخب الفنلندي تحت 21 سنة في 24 مارس 2017، في المباراة الودية التي خسرها أمام هولندا. ظهر الظهور الرسمي الأول، في المقابل، في 5 سبتمبر 2017 ؛ بمناسبة مباراة التصفيات الأوروبية لعام 2019 التي تعادلت 1-1 مع جزر فارو.

## إحصائيات

### نادي المظاهر والأهداف
تم تحديث الإحصاءات حتى 12 أكتوبر 2018.
| الموسم        | فريق          | بطولة         | بطولة | بطولة   | مسابقات الكأس الوطنية | مسابقات الكأس الوطنية | مسابقات الكأس الوطنية | الكؤوس القارية | الكؤوس القارية | الكؤوس القارية | أكواب أخرى | أكواب أخرى | أكواب أخرى | مجموع | مجموع   | مجموع |
| الموسم        | فريق          | شركات         | بريه  | الشبكات | شركات                 | بريه                  | الشبكات               | شركات          | بريه           | الشبكات        | شركات      | بريه       | الشبكات    | بريه  | الشبكات |       |
| ------------- | ------------- | ------------- | ----- | ------- | --------------------- | --------------------- | --------------------- | -------------- | -------------- | -------------- | ---------- | ---------- | ---------- | ----- | ------- | ----- |
| 2015          | HJK           | VL            | 0     | 0       | CF + LC               | 0 + 1                 | 0                     | -              | -              | -              | -          | -          | -          | 1     | 0       |       |
| 2016          | VL            | 21            | 3     | CF + LC | 5 + 5                 | 0                     | UEL                   | 2              | 0              | -              | -          | -          | 33         | 3     |         |       |
| 2017          | VL            | 26            | 3     | CF      | 7                     | 2                     | UEL                   | 3              | 0              | -              | -          | -          | 36         | 5     |         |       |
| 2018          | VL            | 30            | 1     | CF      | 9                     | 1                     | UCL + UEL             | 4 + 2          | 1 +0           | -              | -          | -          | 45         | 3     |         |       |
| مجموع HJK     | مجموع HJK     | مجموع HJK     | 77    | 7       |                       | 27                    | 3                     |                | 11             | 1              |            | -          | -          | 115   | 11      |       |
| مجموع الوظيفي | مجموع الوظيفي | مجموع الوظيفي | 77    | 7       |                       | 27                    | 3                     |                | 11             | 1              |            | -          | -          | 115   | 11      |       |

## الإنجازات

### النادي

#### المسابقات الوطنية
- Campionato finlandese: 2

HJK: 2017، 2018
- Liigacup: 1

HJK: 2015
- Suomen Cup: 1

HJK: 2016-2017

## الروابط الخارجية
- سيباستيان دالستروم على موقع الاتحاد الأوربي (الإنجليزية)
- سيباستيان دالستروم على موقع قاعدة بيانات كرة القدم.إي يو (الإنجليزية)
- سيباستيان دالستروم على موقع ناشيونال فوتبول تيمز (الإنجليزية)
- سيباستيان دالستروم على موقع Soccerway.com (الإنجليزية)
- سيباستيان دالستروم على موقع عالم كرة القدم.نت (الإنجليزية)